# شاتل فضایی اندور
شاتل فضایی اِندِور (به انگلیسی: Space Shuttle Endeavour) نام یکی از مدارگردهای برنامه شاتل‌های فضایی سازمان هوانوردی و فضایی ملی آمریکا (ناسا) بود که از سال ۱۹۹۲ تا ۲۰۱۱ در مأموریت‌های ارسال فضانوردان و قطعات فنی به ایستگاه بین‌المللی فضایی از آن استفاده‌شد. این فضاپیما به یاد اولین کشتی جیمز کوک، دریانورد و کاشف و ستاره‌شناس انگلیسی قرن ۱۸ میلادی نامگذاری شده‌است. در سفرهای اولیهٔ جیمز کوک با اندور، او برای دیدن گذر زهره از بین زمین و خورشید به جنوب اقیانوس آرام رفت. عبور زهره بین زمین و خورشید این امکان را به ستاره‌شناسان می‌دهد که فاصلهٔ زمین تا خورشید را اندازه بگیرند و از این به عنوان واحدی برای اندازه‌گیری فضا استفاده کنند. در سال ۱۷۶۹، کوک اولین کسی بود که نقشهٔ نیوزلند را به‌طور کامل کشید و همچنین به هاوایی سفر کرد.

## تاریخچه
یک سال پس از فاجعه انهدام فضاپیمای چلنجر در سال ۱۹۸۶، کار ساخت فضاپیمایی برای جایگزینی چلنجر آغاز شد. برای اولین بار بود که برای نامگذاری یک وسیلهٔ فضایی در بین دبستان‌ها و دبیرستان‌های آمریکا مسابقه گذاشتند و در نهایت نام اندور را در سال ۱۹۸۹ بر روی این فضاپیمای بازگشتی گذاشتند. ساخت این فضاپیما در سال ۱۹۹۱ به پایان رسید و سپس در همان سال، برای تحویل به ناسا به پایگاه فضایی کندی در فلوریدا منتقل شد. نخستین پرواز شاتل فضایی اندور در سال ۱۹۹۲ انجام شد که طی آن خدمه شاتل، ماهواره‌ای مخابراتی به نام Intelsat VI F-3 را در مدار تعمیر نمودند. در هفتم ماه مه ۱۹۹۲ زمانی‌که شاتل فضایی ایندیور برای نخستین بار راهی مدار زمین گردید کمی کمتر از دو سال از پرتاب ناموفق ماهواره مخابراتی Intelsat VI F-3 می‌گذشت. موتور مرحله سوم این ماهواره روشن نشده بود و بنابراین ماهواره همچنان در مدار پارکینگ خود در ارتفاع حدود ۳۰۰ کیلومتری به دور زمین می‌چرخید و نتوانسته بود خود را به مدار زمین‌آهنگ در ۳۶۰۰۰ کیلومتری سطح زمین برساند. سه فضانورد از هفت خدمه مأموریت STS49 به مدت ۸ ساعت و در قالب چندین راهپیمایی فضایی موفق شدند موتور مرحله سوم این ماهواره را تعویض و مجدداً آن را در مدار رها کنند تا راهی مقصد نهایی خود در مدار ژئوسنکرون شود.

## ویژگی‌ها

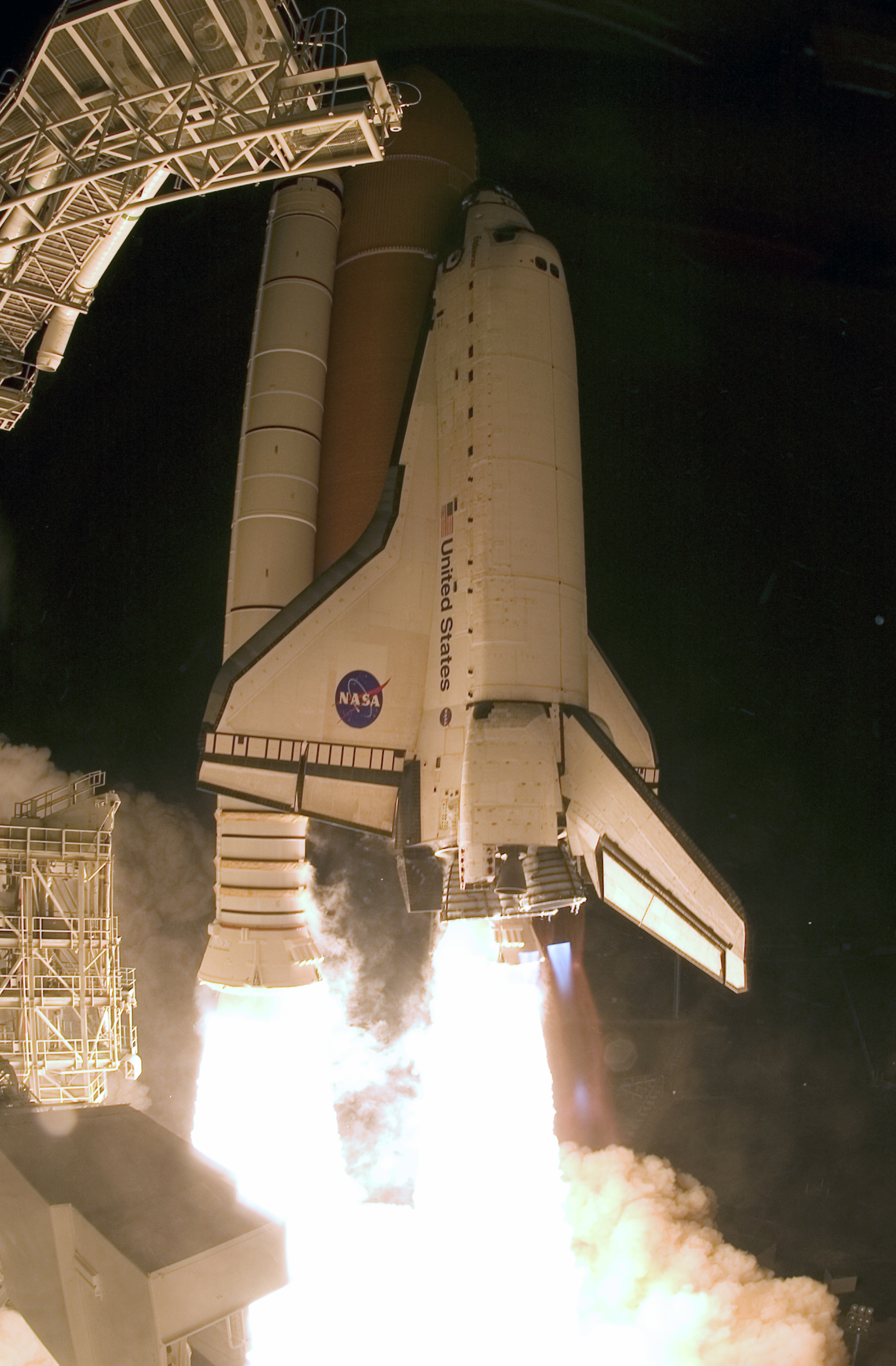
شاتل فضایی اِندِور در حال پرتاب

اندور از نظر تجهیزات و وسایل، مدرن‌ترین شاتل فضایی ناسا بود. البته طی بررسی و بازطراحی دوبارهٔ شاتل‌، این امکانات به دو شاتل دیگر اضافه شدند. کامپیوترهای قوی‌تر و همچنین سیستم پیشرانهٔ آن در نوع خود منحصر به فرد بودند. بازوی رباتیک که مجهز به یک دوربین پیشرفته و لیزر بود، به شاتل برای پیدا کردن هرگونه صدمه‌ای بر بال‌ها و دماغه آن کمک می‌کرد. شاتل اندور پس از بازسازی‌های مفصل، مجهز به ابزاری شد که می‌توانست به شبکه برق ایستگاه بین‌المللی فضایی متصل شود و توانایی تمدید مدت مأموریت خود از ۱۱ روز به ۲۸ روز را داشته‌باشد.

## آخرین مأموریت و بازنشستگی

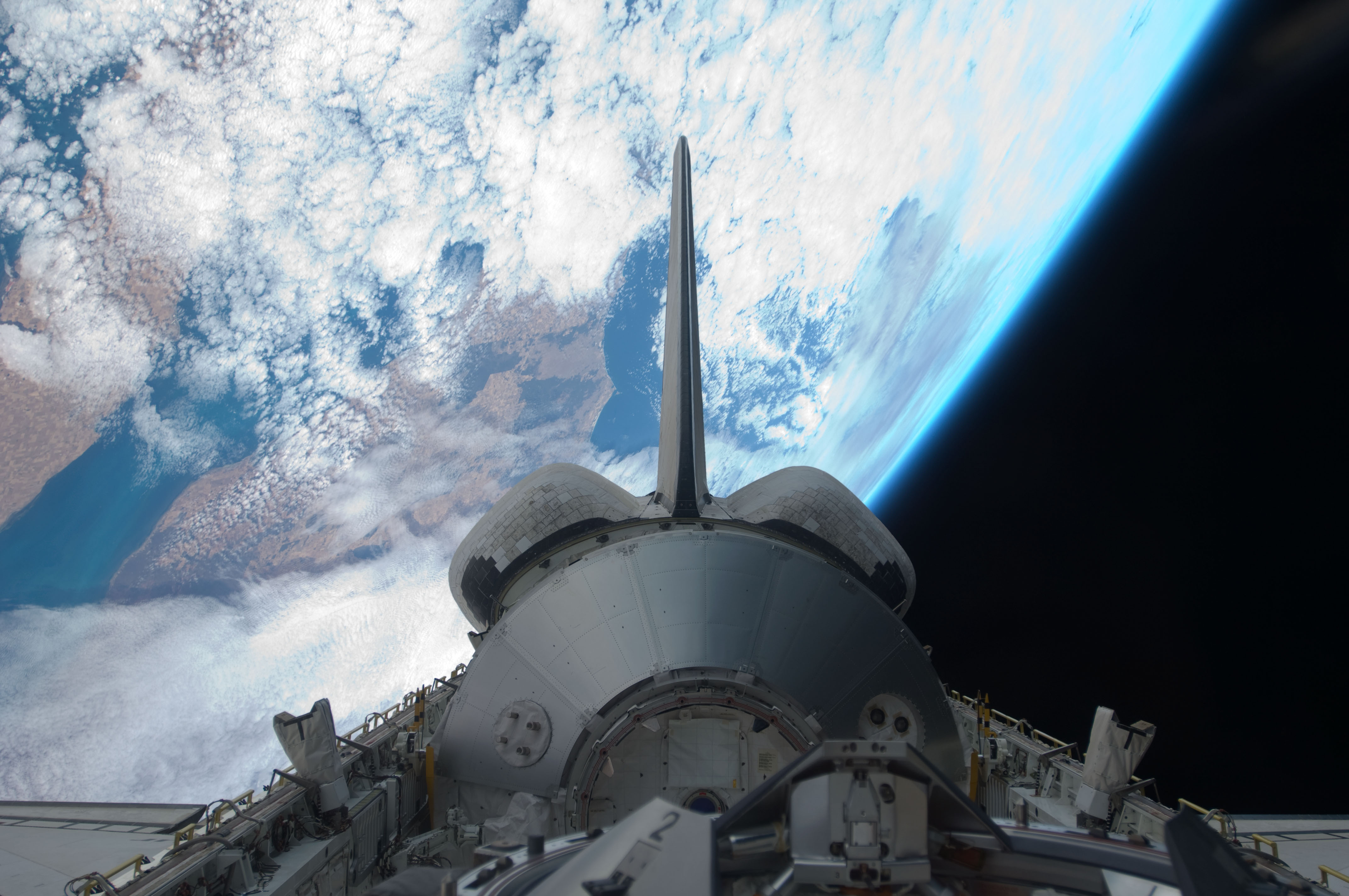

این شاتل فضایی، برای آخرین بار در تاریخ ۱۶ مه ۲۰۱۱ برای مأموریتی ۱۶ روزه (اس‌تی‌اس-۱۳۴) به فضا پرتاب شد. این پرواز قرار بود روز ۲۹ آوریل صورت گیرد اما تنها سه ونیم ساعت پیش از به پایان رسیدن شمارش معکوس، کارشناسان در یکی از سیستم‌های پیشران این شاتل نقصی فنی را تشخیص دادند و بدین صورت بود که اجازه پرواز اندور لغو شد. پنجره بعدی پرواز هم به دلیل ترافیکی که در برنامه پروازهای فضایی دیگر به مقصد ایستگاه فضایی بین‌المللی بود از دست رفت و اندور تا دوشنبه بعد بر سکوی پرواز باقی ماند تا سرانجام راهی آخرین مأموریت خود شد.
شش فضانورد آخرین مأموریت اندور (اس‌تی‌اس-۱۳۴) عبارت بودند از:
- «مارک کلی»، فرمانده، چهارمین سفر فضایی، ناسا
- «جرج هانسون»، خلبان شاتل، دومین سفر فضایی، ناسا
- «مایکل فینک»، متخصص و فضانورد، سومین سفر فضایی، ناسا
- «روبرتو ویتوری»، متخصص و فضانورد، سومین پرواز فضایی، آژانس فضایی اروپا
- «اندرو فوستل»، متخصص و فضانورد، دومین پرواز فضایی، ناسا
- «گرگوری کامیتوف»، متخصص و فضانورد، دومین پرواز فضایی، ناسا

## مأموریت‌ها
شاتل فضایی اندور در دوران خدمت ۲۰ ساله خود و در طی بیست و پنج مأموریت فضایی، در مجموع ۱۴۸ فضانورد را به فضا برده‌بود (برخی از فضانوردان چندین بار سفر با شاتل‌های فضایی را تجربه می‌کردند) و ۴۴۲۹ بار زمین را دور زد. این شاتل، حدود ۲۸۰ روز را در فضا سپری کرد. اندور یک بار در کنار ایستگاه فضایی میر و ۱۰ بار در کنار ایستگاه فضایی بین‌المللی پهلو گرفت و جمعاً سه ماهواره را در مدار رها کرد. اندور همچنین در کارنامه خود یک مأموریت ویژه برای تعمیر تلسکوپ فضایی هابل را داشت.

### یادبود و نشان‌های مأموریت
| پوستر یادبود ناسا برای شاتل اندور | پوستر یادبود ناسا برای شاتل اندور | پوستر یادبود ناسا برای شاتل اندور | پوستر یادبود ناسا برای شاتل اندور | پوستر یادبود ناسا برای شاتل اندور | پوستر یادبود ناسا برای شاتل اندور | پوستر یادبود ناسا برای شاتل اندور | پوستر یادبود ناسا برای شاتل اندور |
| نشان‌های مأموریت                   | نشان‌های مأموریت                   | نشان‌های مأموریت                   | نشان‌های مأموریت                   | نشان‌های مأموریت                   | نشان‌های مأموریت                   | نشان‌های مأموریت                   | نشان‌های مأموریت                   |
| --------------------------------- | --------------------------------- | --------------------------------- | --------------------------------- | --------------------------------- | --------------------------------- | --------------------------------- | --------------------------------- |
|                                   |                                   |                                   |                                   |                                   |                                   |                                   |                                   |
| اس‌تی‌اس-۴۹                         | اس‌تی‌اس-۴۷                         | اس‌تی‌اس-۵۴                         | اس‌تی‌اس-۵۷                         | اس‌تی‌اس-۵۹                         | اس‌تی‌اس-۶۱                         | اس‌تی‌اس-۶۸                         | اس‌تی‌اس-۶۷                         |
|                                   |                                   |                                   |                                   |                                   |                                   |                                   |                                   |
| اس‌تی‌اس-۶۹                         | اس‌تی‌اس-۷۲                         | اس‌تی‌اس-۷۷                         | اس‌تی‌اس-۸۹                         | اس‌تی‌اس-۸۸                         | اس‌تی‌اس-۹۹                         | اس‌تی‌اس-۹۷                         | اس‌تی‌اس-۱۰۰                        |
|                                   |                                   |                                   |                                   |                                   |                                   |                                   |                                   |
| اس‌تی‌اس-۱۰۸                        | اس‌تی‌اس-۱۱۱                        | اس‌تی‌اس-۱۱۳                        | اس‌تی‌اس-۱۱۸                        | اس‌تی‌اس-۱۲۳                        | اس‌تی‌اس-۱۲۶                        | اس‌تی‌اس-۱۲۷                        | اس‌تی‌اس-۱۳۰                        |
|                                   |                                   |                                   |                                   |                                   |                                   |                                   |                                   |
| اس‌تی‌اس-۱۳۴                        |                                   |                                   |                                   |                                   |                                   |                                   |                                   |